# Unleashed Memories
Unleashed Memories é o segundo álbum de estúdio da banda italiana de metal gótico e metal alternativo Lacuna Coil, lançado em 20 de Março de 2001. O álbum foi gravado em janeiro do mesmo ano e, assim como o álbum anterior, foi produzido por Waldemar Sorychta. Também é o primeiro álbum em que a própria banda participa produzindo. O sucesso da banda no meio underground aumentou depois do álbum, porém foi através do seguinte que o Lacuna Coil ganhou bastante reconhecimento e notabilidade.

## Contexto e produção
O álbum é o mais obscuro da banda e, segundo a vocalista Cristina Scabbia, na época a tristeza era uma inspiração para as letras.
 Com o álbum, a banda queria dar outro passo na evolução do seu som e trazer um lado mais dark e depressivo do grupo. Apesar da sonoridade e das letras dos últimos trabalhos da banda serem bem diferentes do Unleashed Memories, o grupo ainda faz algumas canções como "Virtual Environment" e "Without a Reason", que segundo Andrea poderiam estar neste álbum.
Um espelho mexicano com forma de sol foi usado na imagem da capa do álbum. O mesmo espelho foi usado na sessão de fotos do disco. A banda queria um símbolo forte e que pudesse ser lembrado facilmente. O significado do título do álbum (Memórias Libertadas) foi explicado pela vocalista Cristina Scabbia: "Não é um álbum conceitual, mas nós só queríamos colecionar memórias. Cada música fala sobre experiências pessoais. É um tipo de diário que nós traduzimos em letras para as músicas. É isso que nós escolhemos para dar para as pessoas, nossos sentimentos, nós libertamos nossos sentimentos e memórias." A palavra "Unleashed" (Libertada) também, segundo Cristina, descrevia o momento em que a banda estava passando, pois esta estava sem pressões da gravadora, família e pessoas.
A versão estadounidense do álbum conta com as faixas do EP Halflife. Unleashed Memories foi relançado em 2005, contendo a canção "Lost Lullaby", faixa que havia sido gravada na época do álbum, mas somente lançada primeiramente na edição especial e limitada do álbum Comalies de 2002. No ano de 2010, o vocalista Andrea Ferro revelou que ele e a banda gostariam de ter trabalhado mais no álbum e ter dedicado mais tempo à sua música. Na mesma época de gravação do álbum, a banda estava fazendo shows. Andrea diz que apesar das músicas serem boas, elas poderiam ter ficado melhor.

## Composição
O álbum inicia com a faixa "Heir of a Dying Day", introduzindo vocais hipnotizadores da vocalista. O dueto do vocalistas ganha destaque na próxima faixa, "To Live Is to Hide", canção que fala de situações em que as pessoas tem que esconder algo do que são e agir como a sociedade espera.
A terceira faixa chama-se "Purify", uma balada com letra poética. "Senzafine", uma das canções mais conhecidas da banda, contém uma letra em italiano, idioma nativo da banda. A faixa entrara no EP Halflife, do ano anterior, porém com uma letra diferente. Segundo a banda, a versão do Unleashed Memories foi como a canção foi originalmente arranjada.
Na criação de "When a Dead Man Walks" Cristina se inspirou no que uma pessoa que recebe pena de morte, num julgamento, pode pensar e como ela deve lidar sabendo exatamente o dia em que irá morrer. No álbum Comalies do ano seguinte, a canção recebe uma continuação através de outras duas canções: "Nós construimos uma pequena história: "When A Dead Man Walks" é sobre um homem na prisão, em "Self Deception" tentamos descrever o que aconteceu. O homem morre mas estava envolvido em uma coisa com outra pessoa. E finalmente em "Comalies" esse cúmplice lentamente percebe o que fez. Você irá perceber quando ler as letras." Uma versão ao vivo da canção se encontra no single de "Within Me" de 2007.
A canção "1.19", desde o lançamento, do álbum é um mistério entre os fãs da banda, basicamente por causa do seu título. A banda nunca revelou seu significado, e diz que nunca poderá fazer isso. Em 2010, o dono do fã-site da banda [emptyspiral.net], gravou um vídeo humorístico com a banda, no qual ele buscava o significado da canção e do seu título, perguntando aos membros do Lacuna Coil. Quando ele descobre o significado, Cristina o mata.
"Cold Heritage" traz a suavidade de volta ao álbum e a melancolia. "Basicamente, é uma canção de amor que fala sobre a sensação de solidão quando você não está junto com a pessoa que você gostaria. E o 'Heritage' (Herança), é claro, é quando você está sozinho, então essa é a ligação. 'Cold' (Fria) porque não é bom, não é algo que te aquece." Muitos achavam que a capa do álbum tinha relação com a canção "Distant Sul" (Sol Distante). A faixa nunca foi tocada ao vivo, e Cristina revelou em 2010 que gosta muito dela e queria rearranja-la de uma maneira totalmente diferente. A obscuridade é exaltada em "A Current Obsession", e na última faixa, "Wave of Anguish" há um desejo de ir a outro mundo, para fugir dos problemas deste.

## Faixas
| N.º | Título                  | Letras         | Música                   | Duração |  |
| 1.  | "Heir of a Dying Day"   | Scabbia        | Zelati                   | 4:59    |  |
| 2.  | "To Live Is to Hide"    | Ferro, Scabbia | Zelati                   | 4:34    |  |
| 3.  | "Purify"                | Scabbia        | Mogliore, Biazzi, Zelati | 4:36    |  |
| 4.  | "Senzafine"             | Ferro, Scabbia | Zelati                   | 3:53    |  |
| 5.  | "When a Dead Man Walks" | Scabbia        | Zelati                   | 5:54    |  |
| 6.  | "1.19"                  | Scabbia        | Zelati                   | 4:58    |  |
| 7.  | "Cold Heritage"         | Scabbia        | Zelati                   | 5:23    |  |
| 8.  | "Distant Sun"           | Scabbia        | Zelati                   | 5:29    |  |
| 9.  | "A Current Obsession"   | Scabbia        | Zelati                   | 5:20    |  |
| 10. | "Wave of Anguish"       | Ferro          | Mogliore, Zelati         | 4:40    |  |

| Edição estadounidense |                |                |                  |         |  |
| N.º                   | Título         | Letras         | Música           | Duração |  |
| 11.                   | "Halflife"     | Ferro, Scabbia | Zelati           | 5:02    |  |
| 12.                   | "Trance Awake" | Instrumental   | Migliore, Zelati | 2:00    |  |
| 13.                   | "Senzafine"    | Ferro, Scabbia | Zelati           | 4:00    |  |
| 14.                   | "Hyperfast"    | Ferro, Scabbia | Biazzi, Zelati   | 4:58    |  |
| 15.                   | "Stars"        | Steve Hillier  | Dubstar          | 4:33    |  |

| Relançamento |                |                |        |         |  |
| N.º          | Título         | Letras         | Música | Duração |  |
| 11.          | "Lost Lullaby" | Ferro, Scabbia | Zelati | 5:00    |  |

## Turnês de Divulgação
| Data                                                                                 | Cidade        | País           | Local                  |
| ------------------------------------------------------------------------------------ | ------------- | -------------- | ---------------------- |
| Mju:Zik Tour (com as bandas Beseech e Theatre Of Tragedy)                            |               |                |                        |
| 25 de Janeiro de 2001                                                                | Groninga      | Países Baixos  | Vera                   |
| 26 de Janeiro de 2001                                                                | Den Bosch     | Países Baixos  | W2                     |
| 27 de Janeiro de 2001                                                                | Vosselaar     | Bélgica        | Biebob                 |
| 28 de Janeiro de 2001                                                                | Paris         | França         | Dunois                 |
| 29 de Janeiro de 2001                                                                | Estrasburgo   | França         | La Laiterie            |
| 30 de Janeiro de 2001                                                                | Pratella      | Itália         | Z7                     |
| 1 de Fevereiro de 2001                                                               | Barcelona     | Espanha        | Garatge Club           |
| 2 de Fevereiro de 2001                                                               | São Sebastião | Espanha        | Pagoa                  |
| 3 de Fevereiro de 2001                                                               | Madrid        | Portugal       | La Salsa               |
| 4 de Fevereiro de 2001                                                               | Porto         | Portugal       | Hard Club              |
| 6 de Fevereiro de 2001                                                               | Montpellier   | França         | Rockstore              |
| 7 de Fevereiro de 2001                                                               | Milão         | Itália         | Rainbow                |
| 8 de Fevereiro de 2001                                                               | Viena         | Áustria        | Planet Music           |
| 9 de Fevereiro de 2001                                                               | Innsbruck     | Áustria        | Hafen                  |
| 10 de Fevereiro de 2001                                                              | Wels          | Áustria        | Alter Schlachthof      |
| 11 de Fevereiro de 2001                                                              | Budapeste     | Hungria        | E-Club                 |
| 12 de Fevereiro de 2001                                                              | Katowice      | Polónia        | Mega Club              |
| 13 de Fevereiro de 2001                                                              | Varsóvia      | Polónia        | Proxima                |
| 15 de Fevereiro de 2001                                                              | Halle         | Alemanha       | Easy Shorre            |
| 16 de Fevereiro de 2001                                                              | Glauchau      | Alemanha       | lte Spinnerei          |
| 17 de Fevereiro de 2001                                                              | Bad Salzungen | Alemanha       | Kallewerk              |
| 18 de Fevereiro de 2001                                                              | Bochum        | Alemanha       | Zeche                  |
| 19 de Fevereiro de 2001                                                              | Nuremberga    | Alemanha       | Hirsh                  |
| 20 de Fevereiro de 2001                                                              | Frankfurt     | Alemanha       | Batschkapp             |
| 21 de Fevereiro de 2001                                                              | Hamburgo      | Alemanha       | Markthalle             |
| 22 de Fevereiro de 2001                                                              | Malmö         | Suécia         | Kb                     |
| 23 de Fevereiro de 2001                                                              | Gotemburgo    | Suécia         | Karen                  |
| 24 de Fevereiro de 2001                                                              | Estocolmo     | Suécia         | Klubben                |
| 25 de Fevereiro de 2001                                                              | Oslo          | Noruega        | Rockefeller            |
| 27 de Fevereiro de 2001                                                              | Stavanger     | Noruega        | Folken                 |
| 28 de Fevereiro de 2001                                                              | Bergen        | Noruega        | Hulen                  |
| Metal Odissey Festival (com as bandas Susperia, Nevermore, In Flames e Dimmu Borgir) |               |                |                        |
| 29 de Março de 2001                                                                  | Hamburgo      | Alemanha       | Grosse Freiheit        |
| 30 de Março de 2001                                                                  | Tilburgo      | Países Baixos  | 013                    |
| 31 de Março de 2001                                                                  | Antuérpia     | Bélgica        | Hof Ter Lo             |
| 1 de Abril de 2001                                                                   | Londres       | Reino Unido    | London Astoria         |
| 2 de Abril de 2001                                                                   | Colônia       | Alemanha       | Live Music Hall        |
| 3 de Abril de 2001                                                                   | Dortmund      | Alemanha       | Soundgarden            |
| 4 de Abril de 2001                                                                   | Stuttgart     | Alemanha       | Longhorn               |
| 5 de Abril de 2001                                                                   | Zwickau       | Alemanha       | Alarm                  |
| 6 de Abril de 2001                                                                   | Viena         | Áustria        | Planet Music           |
| 7 de Abril de 2001                                                                   | Graz          | Estíria        | Orpheum                |
| 8 de Abril de 2001                                                                   | Milão         | Itália         | Alcatraz               |
| 9 de Abril de 2001                                                                   | Pratella      | Itália         | Z7                     |
| 10 de Abril de 2001                                                                  | Herford       | Alemanha       | Kick                   |
| 13 de Abril de 2001                                                                  | Treviso       | Itália         | New Age                |
| 14 de Abril de 2001                                                                  | Rimini        | Itália         | Velvet                 |
| 26 de Abril de 2001                                                                  | Roma          | Itália         | Blackout               |
| 28 de Abril de 2001                                                                  | Prato         | Itália         | Siddartha              |
| 21 de Junho de 2001                                                                  | Milão         | Itália         | Suona Festival         |
| 23 de Junho de 2001                                                                  | Leipzig       | Alemanha       | Wave Gothic Treffen    |
| 27 de Junho de 2001                                                                  | Valência      | Espanha        | Rock Machina           |
| 3 de Agosto de 2001                                                                  | Wacken        | Alemanha       | Open Air               |
| 4 de Agosto de 2001                                                                  | Neerpelt      | Bélgica        | Eurorock               |
| 5 de Agosto de 2001                                                                  | Pratella      | Itália         | Z7 Festival            |
| 23 de Agosto de 2001                                                                 | Abtsgmünd     | Alemanha       | Summer Breeze          |
| 1 de Setembro de 2001                                                                | Hildesheim    | Alemanha       | Mera Luna              |
| 6 de Setembro de 2001                                                                | Lecco         | Itália         | Festa Dell'Unita'      |
| 8 de Setembro de 2001                                                                | Cagliari      | Itália         | Molo Ichnusa Steel Day |
| 29 de Setembro de 2001                                                               | Milão         | Itália         | Rolling Stone Rock Tv  |
| U.S.A. Tour 2001 (com a banda Moonspell)                                             |               |                |                        |
| 5 de Dezembro de 2001                                                                | Philadelphia  | Estados Unidos | The Troc               |
| 6 de Dezembro de 2001                                                                | Springfield   | Estados Unidos | Jaxx                   |
| 7 de Dezembro de 2001                                                                | New York      | Estados Unidos | L'Amour                |
| 8 de Dezembro de 2001                                                                | Worcester     | Estados Unidos | Paladium               |
| 9 de Dezembro de 2001                                                                | Montreal      | Canadá         | Fou - Founes           |
| 10 de Dezembro de 2001                                                               | Toronto       | Canadá         | Kathedral Room         |
| 11 de Dezembro de 2001                                                               | Detroit       | Estados Unidos | I-Rock                 |
| 12 de Dezembro de 2001                                                               | Cleveland     | Estados Unidos | Agora Ballroom         |
| 13 de Dezembro de 2001                                                               | Aurora        | Estados Unidos | Riley'S Rock House     |
| 14 de Dezembro de 2001                                                               | Milwaukee     | Estados Unidos | Rave Bar               |
| 15 de Dezembro de 2001                                                               | Minneapolis   | Estados Unidos | Askot                  |
| 17 de Dezembro de 2001                                                               | Denver        | Estados Unidos | Bluebird Theatre       |
| 19 de Dezembro de 2001                                                               | San Francisco | Estados Unidos | The Pound              |
| 20 de Dezembro de 2001                                                               | Los Angeles   | Estados Unidos | Fou-Founes             |

## Créditos
- Volker Beushausen - fotografia
- Marco Biazzi - guitarra
- Carsten Drescher - design de layout
- Andrea Ferro - vocais
- Cristiano Migliore - guitarra
- Dario Mollo - engenheiro de áudio
- Cristiano Mozzati - percussão, bateria, programação
- Cristina Scabbia - vocais
- Waldemar Sorychta - produtor, engenharia de áudio, mixing
- Marco Coti Zelati - baixo, teclado, programação, design, design de layout